# Olmo Gentile
Olmo Gentile, (Orm en piemontès) és un municipi situat al territori de la província d'Asti, a la regió del Piemont (Itàlia).
Limita amb els municipis de Perletto, Roccaverano, San Giorgio Scarampi i Serole.